# Mercedes-Benz Tourismo
Der Mercedes-Benz Tourismo ist ein Reisebusmodell der Daimler Truck bzw. ihrer Tochterfirma Daimler Buses, der seit 1994 gebaut wird. Bis 2014 wurden bereits 21.000 Exemplare produziert.

## Geschichte
Daimler-Benz bot bereits 1992 mit dem Typ O 340 einen in der Türkei gefertigten preiswerteren Reisebus an, der de facto eine Weiterentwicklung des vorherigen O 303 war und diesem auch ähnlich sah. Während der O 340 in Deutschland sehr selten blieb, wurde das Modell 1994 vor allem optisch überarbeitet und fand ab dieser Zeit unter dem Namen O 350 und dem Zusatz „Tourismo“ eine recht weite Verbreitung, die auch zu Lasten des Flaggschiffes O 404 ging. Der Tourismo ist der erste Mercedes-Benz-Bus, der einen Namen trägt, der nicht nur aus Nummern und einzelnen Buchstaben besteht. Auch der O 350 erhielt zumindest vorne eine Einzelradaufhängung sowie rundum Scheibenbremsen. Er wurde in zwei Höhenvarianten als Hochdecker (Modellbezeichnung RHD) und Superhochdecker (SHD) angeboten.
Während der Tourismo im Jahr 2000 nur ein Facelift erhielt, bei dem vor allem die Front und das Heck optisch überarbeitet wurden, erschien zur IAA 2006 ein von Grund auf neu gestaltetes Modell, das bewusst als günstigere Alternative zum Travego eingeführt wurde. Laut Daimler ist der Travego die S-Klasse unter den Omnibussen, der Tourismo dagegen die E-Klasse und somit das Volumenmodell. Der damals neue Tourismo sah dem Travego nicht nur ähnlich, sondern besteht aus einer Vielzahl an baugleichen Komponenten. Während der Travego für den westeuropäischen Markt bis 2017 in Deutschland gebaut wurde, kam der Tourismo aus dem Omnibuswerk von Mercedes-Benz Türk.
Der Tourismo der zweiten Generation war 3,62 Meter hoch und ist als Hochdecker in drei Längenvarianten bis 2017 erhältlich gewesen: 12,14 m (RHD) und 12,96 m (M/2) als Zweiachser sowie 12,96 m (M) und 13,99 m (L) als Dreiachser. Die höhere SHD-Variante wurde nicht mehr angeboten. Stattdessen kam 2009 noch eine niedrigere Hochbodenversion als Nachfolger des Integro H hinzu (Tourismo RH als 12,14 m bzw. RH M als 12,98 m langer Zweiachser). Ebenfalls wurde eine kurze Variante, den Tourismo K, ebenfalls im Hochboden-Bauformat, die mit der Euro-VI-Norm eingeführt wurde. Dieser Bus ist 10,32 Meter lang und erreicht eine Höhe von 3,355 Metern. Er hat ein Kofferraumvolumen von 4,2 Kubikmetern, was durch einen serienmäßigen Heckeinstieg und damit ein barrierefreies WC erreicht wird. Das Ziel dieses Busses ist laut Mercedes-Benz, möglichst viele Zwecke zu haben, trotzdem komfortabel zu sein und einen kleinen Wendekreis für Passstraßen zu haben.

## Tourismo heute
Seit Ende 2017 wird der Tourismo in Bauform RHD in dritter Generation angeboten (Baureihe 410). Die Höhe wurde auf 3,68 Meter angehoben, der cw-Wert sank auf 0,33. Den Bus gibt es in drei Längen: 12,295 Meter (ohne Zusatz), 13,115 Meter (M/2 mit zwei oder M/3 mit 3 Achsen) und 13,935 Meter (L). Das Aussehen wurde so angepasst, dass es an der Front dem Lastkraftwagen Actros ähnelt. Die Bauformen RH und K werden wie folgt mit altem Aussehen weiterproduziert. Erstmals ist hier optional der Notbremsassistent ABA 3 erhältlich, standardmäßig ist der AEBS verbaut, der gesetzlich verpflichtet ist. Ebenfalls eine Neuheit ist die Auswahl zwischen zwei Cockpits: Das Cockpit Basic Plus ist Standardangebot, optional kann das hochwertigere Cockpit Comfort Plus bestellt werden. Im Zuge der dritten Generation wurde das Modell Travego eingestellt, da dieser nicht, so wie der neue Tourismo, die verpflichtende Umsturzrichtlinie UN-ECE R66.02 (Aufbaufestigkeit) erzielt. Infolgedessen wurde der Tourismo in Sachen Auswahlmöglichkeiten um ein Vielfaches erweitert. Wie auch beim Travego gibt es keinen standardmäßigen Zündschlüssel mehr, der unter der Lenksäule eingesteckt wird. Stattdessen wird ab sofort in beiden zur Verfügung stehenden Cockpits ein Elektronisches Zündschloss auf der verbaut, wie es in allen Setra-Bussen der ComfortClass 500 und der TopClass 500 der Fall ist. Beim Tourismo ist dieses auf der linken Seite verbaut. Gestartet wird dadurch per Start/Stopp-Taster. Dieser Taster funktioniert nur dann, wenn der elektronische Zündschlüssel steckt.
Beim Antrieb gibt es eine Auswahl mehrerer Mercedes-Benz-Dieselmotoren:
- OM 936, maximale Leistung 260 kW (354 PS), Drehmoment von 1400 Nm bei 1200/min, beim Tourismo und Tourismo M/2 verfügbar
- OM 470, mehrere Varianten:
  - Variante mit maximaler Leistung von 265 kW (360 PS), Drehmoment von 1700 Nm bei 1100/min, beim Tourismo und Tourismo M/2 verfügbar
  - Variante mit maximaler Leistung von 290 kW (394 PS), Drehmoment von 1900 Nm bei 1100/min, bei allen Varianten verfügbar
  - Variante mit maximaler Leistung von 315 kW (428 PS), Drehmoment von 2100 Nm bei 1100/min, bei allen Varianten verfügbar
  - Variante mit maximaler Leistung von 335 kW (455 PS), Drehmoment von 2200 Nm bei 1100/min, beim Tourismo M/3 und Tourismo L verfügbar

Bei den Getrieben steht das automatisierte Getriebe GO 250-8 PowerShift mit 8 Gängen und die beiden Schaltgetriebe GO 210-6 und GO 190-6 zur Verfügung. Letzteres ist nur bei den Varianten Tourismo und Tourismo M/2 bestellbar. Alle drei werden im Hause Daimler produziert.